# Euscelus oaxacensis
Euscelus oaxacensis là một loài bọ cánh cứng trong họ Attelabidae. Loài này được Hamilton miêu tả khoa học năm 2001.